# 2020년 하계 올림픽 양궁 혼성 단체
2020년 하계 올림픽 양궁 혼성 단체전은 일본 도쿄 유메노시마공원에서 열렸다. 2021년 7월 23일 랭킹라운드 선발전, 7월 24일 본선으로 이틀 간 치러졌다. 남녀 개인종목에 최소 한명씩 진출한 29개국을 대상으로 랭킹라운드를 진행, 16개 팀이 본선에 진출하였으며, 토너먼트 본선에 나서게 됐다.

## 배경
양궁 남녀 단체종목은 1988년 서울 올림픽부터 도입되었으며, 혼성 단체종목은 이번 대회부터 신설되었다.
혼성 단체종목 자체는 2007년 양궁 월드컵에서 처음으로 선보였다. 2009년 세계 양궁 선수권 대회에서 시범종목으로 선정되었으며, 다음 대회인 2011년 세계 양궁 선수권 대회부터 정식 종목으로 확대됐다. 올림픽에서는 2010년 하계 유스 올림픽부터 정식 종목이 되었고, 패럴림픽에서도 2016년 하계 패럴림픽부터 도입되었다.

## 예선
다른 양궁 종목들과는 달리 혼성 단체전은 별도의 출전권 배정과 예선전이 진행되지 않았다. 대신 대회 첫날 진행된 남녀 랭킹라운드를 본선 진출전으로 겸하였다. 남녀 개인종목 모두 진출한 선수가 있는 국가 (NOC)라면 혼성 단체전에도 출전할 기회를 얻게 된다. 랭킹라운드전에서 각 국가별 남녀 최고점수를 합산해 혼성 단체전용 랭킹라운드 점수를 집계하게 된다. 이 점수를 기준으로 상위 16개국이 혼성 단체전 본선에 진출하게 된다.

## 경기 방식
여느 양궁 종목 경기와 마찬가지로 혼성 단체전도 리커브 보우를 사용하며 세계 양궁 연맹의 승인을 받은 70m 규격 경기장에서 관련 규정에 따라 경기를 치르게 된다. 한 팀은 남녀 1명씩 2명의 선수로 구성되며, 총 16개 팀이 매 라운드에서 두 팀씩 짝지어 서로 맞붙게 된다. 경기는 남자 개인전, 여자 개인전과 겸하는 랭킹라운드로 시작되는데 여기서 각 선수당 총 72발을 쏘게 된다. 랭킹라운드의 최고기록을 합산해 16팀이 토너먼트전에 진출한다. 토너먼트전은 한 경기당 4발씩 총 4세트, 각 선수당 2발씩으로 구성된다. 매 세트마다 4발의 점수를 합산해 최고점을 기록한 팀이 '세트포인트' 2점을 획득한다. 세트에서 동점을 기록하면 세트포인트 1점을 획득한다. 이렇게 모은 세트포인트가 먼저 5점에 도달한 팀이 승리하게 된다. 4세트까지 진행했음에도 세트포인트가 4-4로 동점을 이루면 타이브레이커 세트를 진행해 한 사람당 한 발씩 돌아가며 쏘게 되며, 타이브레이커 세트도 동점을 이룬다면 표적 가운데에 가장 가까운 과녁을 쏜 팀이 승리하게 된다.

## 기록
본 대회 이전의 세계기록과 올림픽 기록은 다음과 같다. 올림픽 기록의 경우 이번 대회가 첫 도입이므로 존재하지 않는다.
- 144발 랭킹 라운드

| 유형 | 선수                    | 기록        | 장소                    | 날짜            |
| ---- | ----------------------- | ----------- | ----------------------- | --------------- |
|      | 대한민국 강채영, 이우석 | 1388점      | 네덜란드 스헤르토겐보스 | 2019년 6월 10일 |
|      | (신설 종목)             | (신설 종목) | (신설 종목)             | (신설 종목)     |

## 일정
혼성 단체 종목은 이틀에 걸쳐 치러진다.
모든 시간은 일본 표준시 (UTC+9, 한국 시간과 동일) 기준이다.
| 날짜                 | 시간                         | 라운드                          |
| -------------------- | ---------------------------- | ------------------------------- |
| 2021년 7월 23일 (금) | 9:00 13:00                   | 여자 랭킹라운드 남자 랭킹라운드 |
| 2021년 7월 24일 (토) | 9:30 14:15 15:31 16:25 16:45 | 16강 8강 4강 동메달전 결승전    |

## 결과

### 랭킹라운드
| 순위 | 국가                 | 선수                                                     | 점수      | 10점 | X  |
| ---- | -------------------- | -------------------------------------------------------- | --------- | ---- | -- |
| 1    | 대한민국             | 김제덕 안산                                              | 1368 (OR) | 79   | 31 |
| 2    | 미국                 | 브레이디 엘리슨 매켄지 브라운                            | 1350      | 69   | 24 |
| 3    | 일본                 | 무토 히로키 야마우치 아즈사                              | 1343      | 67   | 19 |
| 4    | 멕시코               | 루이스 알바레스 알레한드라 발렌시아                      | 1336      | 60   | 23 |
| 5    | 중화인민공화국       | 웨이사오쉬안 양샤오레이                                  | 1328      | 57   | 11 |
| 6    | 네덜란드             | 스테버 베일러르 가브리엘라 슬루서르                      | 1327      | 60   | 15 |
| 7    | 튀르키예             | 메테 가조즈 야세민 아나괴즈                              | 1321      | 57   | 18 |
| 8    | 중화 타이베이        | 탕즈쥔 린자언                                            | 1319      | 59   | 13 |
| 9    | 인도                 | 프라빈 자다브 디피카 쿠마리                              | 1319      | 52   | 18 |
| 10   | 러시아 올림픽 위원회 | 갈잔 바자르자포프 크세니야 페로바                        | 1317      | 53   | 16 |
| 11   | 이탈리아             | 마우로 네스폴리 키아라 레발리아티                        | 1316      | 52   | 15 |
| 12   | 영국                 | 패트릭 휴스턴 세라 비틀스                                | 1311      | 55   | 20 |
| 13   | 독일                 | 플로리안 운루 미셸 크로펜                                | 1309      | 49   | 12 |
| 14   | 프랑스               | 피에르 필롱 리자 바르벨랭                                | 1307      | 55   | 16 |
| 15   | 인도네시아           | 리아우 에가 아가타 디아난다 초이루니사                   | 1297      | 52   | 15 |
| 16   | 방글라데시           | 루만 샤나 디야 시디크                                    | 1297      | 47   | 16 |
|      |                      |                                                          |           |      |    |
| 17   | 캐나다               | 크리스핀 듀너스 스테퍼니 배릿                            | 1295      | 38   | 10 |
| 18   | 우크라이나           | 올렉시 훈빈 베로니카 마르첸코                            | 1291      | 57   | 18 |
| 19   | 말레이시아           | 하이룰 아누아 모하마드 시야키에라 마샤이크               | 1291      | 46   | 15 |
| 20   | 브라질               | 마르쿠스 비니시우스 다우메이다 아니 마르셀리 두스 산투스 | 1287      | 39   | 14 |
| 21   | 스페인               | 다니엘 카스트로 이네스 데 벨라스코                       | 1278      | 39   | 11 |
| 22   | 몰도바               | 단 올라루 알렉산드라 므르카                              | 1275      | 40   | 11 |
| 23   | 베트남               | 응우옌호앙피부 도티아인응우옛                            | 1275      | 38   | 8  |
| 24   | 폴란드               | 스와보미르 나프워셰크 실비아 지잔스카                    | 1267      | 43   | 16 |
| 25   | 오스트레일리아       | 테일러 워스 앨리스 앵글리                                | 1267      | 36   | 11 |
| 26   | 콜롬비아             | 다니엘 피네다 발렌티나 아코스타 히랄도                   | 1266      | 38   | 11 |
| 27   | 몽골                 | 바타르호야깅 어트겅벌드 비싱데깅 오랑통갈라그            | 1260      | 36   | 8  |
| 28   | 튀니지               | 무함마드 하미드 리하브 엘왈리드                          | 1240      | 28   | 8  |
| 29   | 이집트               | 유수프 톨바 아말 아담                                    | 1215      | 35   | 13 |

### 본선
|  | 16강 | 16강                                                 | 16강 | 16강 | 16강 | 16강 | 16강 | 16강 |  |  | 8강 | 8강                                                  | 8강 | 8강                                               | 8강 | 8강 | 8강 | 8강 |    |  | 4강 | 4강                                               | 4강 | 4강                                               | 4강 | 4강 | 4강 | 4강 |    |  | 결승전   | 결승전                                            | 결승전   | 결승전   | 결승전   | 결승전   | 결승전   | 결승전   |  |
|  |      |                                                      |      |      |      |      |      |      |  |  |     |                                                      |     |                                                   |     |     |     |     |    |  |     |                                                   |     |                                                   |     |     |     |     |    |  |          |                                                   |          |          |          |          |          |          |  |
|  | 1    | 김제덕 (KOR) · 안산 (KOR)                            | 6    | 38   | 35   | 39   |      |      |  |  |     |                                                      |     |                                                   |     |     |     |     |    |  |     |                                                   |     |                                                   |     |     |     |     |    |  |          |                                                   |          |          |          |          |          |          |  |
|  | 16   | 루만 샤나 (BAN) · 디야 시디크 (BAN)                  | 0    | 30   | 33   | 38   |      |      |  |  | 1   | 김제덕 (KOR) · 안산 (KOR)                            | 6   | 35                                                | 38  | 35  | 36  |     |    |  |     |                                                   |     |                                                   |     |     |     |     |    |  |          |                                                   |          |          |          |          |          |          |  |
|  | 9    | 프라빈 자다브 (IND) · 디피카 쿠마리 (IND)            | 5    | 35   | 38   | 40   | 37   |      |  |  | 9   | 프라빈 자다브 (IND) · 디피카 쿠마리 (IND)            | 2   | 32                                                | 37  | 38  | 33  |     |    |  |     |                                                   |     |                                                   |     |     |     |     |    |  |          |                                                   |          |          |          |          |          |          |  |
|  | 8    | 탕즈쥔 (TPE) · 린자언 (TPE)                          | 3    | 36   | 38   | 35   | 36   |      |  |  |     |                                                      |     |                                                   |     |     |     |     |    |  | 1   | 김제덕 (KOR) · 안산 (KOR)                         | 5   | 37                                                | 39  | 38  |     |     |    |  |          |                                                   |          |          |          |          |          |          |  |
|  | 5    | 왕다펑 (CHN) · 우지아쉰 (CHN)                        | 3    | 35   | 34   | 38   | 37   |      |  |  |     |                                                      | 4   | 루이스 알바레스 (MEX) · 알레한드라 발렌시아 (MEX) | 1   | 37  | 37  | 36  |    |  |     |                                                   |     |                                                   |     |     |     |     |    |  |          |                                                   |          |          |          |          |          |          |  |
|  | 12   | 패트릭 휴스턴 (GBR) · 세라 비틀스 (GBR)              | 5    | 36   | 36   | 36   | 37   |      |  |  | 12  | 패트릭 휴스턴 (GBR) · 세라 비틀스 (GBR)              | 0   | 36                                                | 37  | 34  |     |     |    |  |     |                                                   |     |                                                   |     |     |     |     |    |  |          |                                                   |          |          |          |          |          |          |  |
|  | 13   | 플로리안 운루 (GER) · 미셸 크로펜 (GER)              | 2    | 35   | 39   | 35   | 34   |      |  |  | 4   | 루이스 알바레스 (MEX) · 알레한드라 발렌시아 (MEX)    | 6   | 38                                                | 39  | 36  |     |     |    |  |     |                                                   |     |                                                   |     |     |     |     |    |  |          |                                                   |          |          |          |          |          |          |  |
|  | 4    | 루이스 알바레스 (MEX) · 알레한드라 발렌시아 (MEX)    | 6    | 37   | 37   | 36   | 37   |      |  |  |     |                                                      |     |                                                   |     |     |     |     |    |  | 1   | 김제덕 (KOR) · 안산 (KOR)                         | 5   | 35                                                | 37  | 36  | 39  |     |    |  |          |                                                   |          |          |          |          |          |          |  |
|  | 3    | 무토 히로키 (JPN) · 야마우치 아즈사 (JPN)            | 3    | 37   | 35   | 33   | 33   |      |  |  |     |                                                      |     |                                                   |     |     |     |     |    |  |     |                                                   | 6   | 스테버 베일러르 (NED) · 가브리엘라 슬루서르 (NED) | 3   | 38  | 36  | 33  | 39 |  |          |                                                   |          |          |          |          |          |          |  |
|  | 14   | 장샤를 바야동 (FRA) · 리자 바르벨랭 (FRA)            | 5    | 36   | 39   | 33   | 37   |      |  |  | 14  | 장샤를 바야동 (FRA) · 리자 바르벨랭 (FRA)            | 4   | 37                                                | 35  | 34  | 37  | 17  |    |  |     |                                                   |     |                                                   |     |     |     |     |    |  |          |                                                   |          |          |          |          |          |          |  |
|  | 11   | 마우로 네스폴리 (ITA) · 키아라 레발리아티 (ITA)      | 0    | 36   | 34   | 33   |      |      |  |  | 6   | 스테버 베일러르 (NED) · 가브리엘라 슬루서르 (NED)    | 5   | 34                                                | 37  | 37  | 35  | 19  |    |  |     |                                                   |     |                                                   |     |     |     |     |    |  |          |                                                   |          |          |          |          |          |          |  |
|  | 6    | 스테버 베일러르 (NED) · 가브리엘라 슬루서르 (NED)    | 6    | 37   | 39   | 35   |      |      |  |  |     |                                                      |     |                                                   |     |     |     |     |    |  | 6   | 스테버 베일러르 (NED) · 가브리엘라 슬루서르 (NED) | 5   | 36                                                | 36  | 36  | 37  |     |    |  | 동메달전 | 동메달전                                          | 동메달전 | 동메달전 | 동메달전 | 동메달전 | 동메달전 | 동메달전 |  |
|  | 7    | 메테 가조즈 (TUR) · 야세민 아나괴즈 (TUR)            | 6    | 37   | 38   | 34   | 35   |      |  |  |     |                                                      | 7   | 메테 가조즈 (TUR) · 야세민 아나괴즈 (TUR)         | 3   | 35  | 35  | 37  | 37 |  |     |                                                   |     |                                                   |     |     |     |     |    |  |          |                                                   |          |          |          |          |          |          |  |
|  | 10   | 갈잔 바자르자포프 (ROC) · 크세니야 페로바 (ROC)      | 2    | 37   | 37   | 34   | 33   |      |  |  | 7   | 메테 가조즈 (TUR) · 야세민 아나괴즈 (TUR)            | 6   | 34                                                | 38  | 36  | 35  |     |    |  |     |                                                   |     |                                                   |     |     |     |     |    |  | 4        | 루이스 알바레스 (MEX) · 알레한드라 발렌시아 (MEX) | 6        | 46       | 27       | 39       | 34       |          |  |
|  | 15   | 리아우 에가 아가타 (INA) · 디아난다 초이루니사 (INA) | 5    | 37   | 36   | 33   | 36   | 20   |  |  | 15  | 리아우 에가 아가타 (INA) · 디아난다 초이루니사 (INA) | 2   | 35                                                | 35  | 35  | 33  |     |    |  | 7   | 메테 가조즈 (TUR) · 야세민 아나괴즈 (TUR)         | 2   | 34                                                | 36  | 36  | 33  |     |    |  |          |                                                   |          |          |          |          |          |          |  |
|  | 2    | 브레이디 엘리슨 (USA) · 매켄지 브라운 (USA)          | 4    | 34   | 33   | 34   | 37   | 18   |  |  |     |                                                      |     |                                                   |     |     |     |     |    |  |     |                                                   |     |                                                   |     |     |     |     |    |  |          |                                                   |          |          |          |          |          |          |  |

참고: 중국팀은 랭킹라운드 최고기록을 달성한 두 선수를 모두 교체했고, 프랑스팀도 최고기록을 달성한 남자 선수를 교체하였다.
- 이탤릭체로 표기된 점수는 세트스코어다.